# Чемпионат Одесской области по футболу
Чемпионат Одесской области по футболу — областное соревнование любительских команд. Разыгрывается с 1932 года. С 2018 года проводится под эгидой Одесской областной футбольной ассоциацией (ООФА). До этого разыгрывался секцией футбола губсовфизкульта и облспорткомитета (1932 — 1959) и федерацией футбола Одесской области (1960 — 2017).

## История
Первый чемпионат был проведён в 1932 году. Его победителем стала сборная Николаева, в финале со счётом 4:2 обыгравшая сборную Зиновьевска. Статистика чемпионатов области до 1951 года не сохранилась — в довоенных и послевоенных одесских газетах встречаются лишь редкие заметки с упоминанием вырванных из контекста отдельных результатов, по которым практически невозможно восстановить общую картину областных первенств.
До войны звание чемпиона области оспаривали преимущественно сборные городов и районов области, а после войны превалировать стали команды спортивных клубов и спортобществ.
До 1987 года чемпионат проводился в несколько этапов — на первом команды разыгрывали путёвки в финальную часть первенства в территориальных зонах, одесская зона при этом была представлена первой группой чемпионата города. При этом в чемпионатах области 1983 и 1984 гг. Одессу представляли лучшие клубы по итогам первенства города-1983. Накладку повлекло изменение порядка допуска одесских команд к розыгрышу областного чемпионата. А с сезона-1984 в чемпионате области стали играть команды, завоевавшие это право годом ранее. В 1987 году чемпионат области среди команд первой группы впервые был проведён по традиционной формуле двухкругового турнира с разъездами, однако в начале XXI столетия организаторы вновь вернулись к поэтапной формуле соревнований.
С 1992 года чемпионат области стал проводиться по той же системе, что и чемпионат страны, и при этом чемпион области получал право участвовать в любительской лиге Украины с перспективой выхода во вторую. В 2000 году соревнованиям вернули более приемлемую для географических особенностей региона систему «весна — осень». Однако с сезона-2024/25 было решено вновь сихронизироваться с чемпионатом страны.
Самым титулованным клубом является овидиопольский «Днестр», который становился чемпионом Одесской области 7 раз.

## Призёры

### Секция футбола губсовфизкульта, облспорткомитета
| Сезон | Чемпион                 | 2 место                    | 3 место                           | Лучший бомбардир                    | Голы |
| ----- | ----------------------- | -------------------------- | --------------------------------- | ----------------------------------- | ---- |
| 1932  | Сборная Николаева       | Сборная Зиновьевска        |                                   |                                     |      |
| 1934  | Сборная Одессы          |                            |                                   |                                     |      |
| 1948  | «Большевик» Первомайск  | «Локомотив» Котовск        |                                   |                                     |      |
| 1951  | Сборная Жовтневого р-на | Сборная Первомайска        | Сборная Андреево-Ивановского р-на |                                     |      |
| 1952  | «Красное знамя» Одесса  | «Локомотив» Котовск        | Команда Саврани                   |                                     |      |
| 1953  | «Шахтёр» Одесса         | «Локомотив» Котовск        | Команда Первомайска               |                                     |      |
| 1954  | «Шахтёр» Одесса         | Сборная Измаила            | Сборная Балты                     |                                     |      |
| 1955  | «Металлург» Одесса      | ОДО Одесса                 |                                   |                                     |      |
| 1956  | «Металлург» Одесса      | Сборная Измаила            | Команда г. Б-Днестровского        |                                     |      |
| 1957  | «Водник» Килия          | Команда г. Б-Днестровского | Команда г. Ананьева               |                                     |      |
| 1958  | «Водник» Килия          | «Локомотив» Котовск        | «Водник» Рени                     |                                     |      |
| 1959  | «Локомотив» Котовск     | «Торпедо» Одесса           | «Автобаза №8» Измаил              | Леонид Шепелевский («Локомотив» Кт) | 7    |

### Федерация футбола Одесской области
| Сезон    | Чемпион                           | 2 место                      | 3 место                               | Лучший бомбардир                                                                                     | Голы |
| -------- | --------------------------------- | ---------------------------- | ------------------------------------- | --- | ---- |
| 1960     | «Дунаец» Измаил                   |                              |                                       | |      |
| 1961     | СКА Одесса                        |                              |                                       | |      |
| 1962     | СКА Одесса                        | «Водник» Измаил              | «Авангард» Котовск                    | |      |
| 1963     | «Торпедо» Одесса                  | «Локомотив» Котовск          | «Автобаза №5» Б-Днестровский          | |      |
| 1964     | «Автомобилист» Одесса             | «Звезда» Котовск             | «Темп» Болград                        | |      |
| 1965     | «Торпедо» Одесса                  | «Восстание» Татарбунары      | «Звезда» Болград                      | |      |
| 1966     | «Спартак» Одесса                  | «Звезда» Болград             | «Спартак» Б-Днестровский              | |      |
| 1967     | «Восстание» Татарбунары           | «Портовик» Ильичёвск         | «Правда» Николаевка                   | Герман Шуйский («Восстание»)                                                                         |      |
| 1968     | «Восстание» Татарбунары           | «Спартак» Одесса             | «Портовик» Ильичёвск                  | Михаил Адамянц («Спартак» Б-Д)                                                                       |      |
| 1969     | «Восстание» Татарбунары           | СКА Одесса                   | «Портовик» Ильичёвск                  | Анатолий Колдаков («Восстание»)                                                                      |      |
| 1970     | «Восстание» Татарбунары           | «Судоремонтник» Килия        | «Портовик» Ильичёвск                  | Анатолий Колдаков («Восстание»)                                                                      |      |
| 1971     | «Портовик» Ильичёвск              | «Восстание» Татарбунары      | «Спартак» Б-Днестровский              | Анатолий Колдаков («Восстание»)                                                                      |      |
| 1972     | «Портовик» Ильичёвск              | «Торпедо» Одесса             | «Строитель» Ильичёвск, «Такси» Одесса | |      |
| 1973     | «Портовик» Ильичёвск              | «Восстание» Татарбунары      | «Такси» Одесса                        | Михаил Целяев («Восстание»)                                                                          |      |
| 1974     | «Торпедо» Одесса                  | «Портовик» Ильичёвск         | «Локомотив» Одесса                    | Михаил Целяев («Восстание»)                                                                          |      |
| 1975     | «Портовик» Ильичёвск              | «Родина» Ивановка            | «Торпедо» Одесса                      | |      |
| 1976     | «Восстание» Татарбунары           | «Торпедо» Одесса             | «Локомотив» Одесса                    | Виктор Белошитский («Восстание»)                                                                     |      |
| 1977     | «Портовик» Ильичёвск              | «Восстание» Татарбунары      | «Дзержинец» Овидиополь                | |      |
| 1978     | «Заря» (ЗОР) Одесса               | «Портовик» Измаил            | «Локомотив» Котовск                   | Николай Андреев («Дзержинец» Ов)                                                                     |      |
| 1979     | «Портовик» Ильичёвск              | «Торпедо» Одесса             | «Судоремонтник» Ильичёвск             | |      |
| 1980     | «Дзержинец» Овидиополь            | «Украина» Шевченково         | «Судоремонтник» Ильичёвск             | Николай Андреев («Дзержинец» Ов)                                                                     |      |
| 1981     | «Дзержинец» Овидиополь            | «Торпедо» Одесса             | «Украина» Шевченково                  | Сергей Миготин («Торпедо» Од)                                                                        |      |
| 1982     | «Такси» Одесса                    | «Локомотив» Котовск          | «Украина» Шевченково                  | Виктор Стрельцов («Такси»)                                                                           | 27   |
| 1983     | «Судоремонтник» Ильичёвск         | «Торпедо» Одесса             | «Украина» Шевченково                  | |      |
| 1984     | ЗОР Одесса                        | «Строитель» Б-Днестровский   | «Торпедо» Котовск                     | Александр Сапожников (ЗОР), Виталий Милушев (ЗОР)                                                    | 21   |
| 1985     | «Динамо» Одесса                   | «Строитель» Б-Днестровский   | «Портовик» Измаил                     | |      |
| 1986     | «Динамо» Одесса                   | «Судоремонтник» Ильичёвск    | «Торпедо» Одесса                      | |      |
| 1987     | ЗОР Одесса                        | «Дзержинец» Овидиополь       | «Динамо» Одесса                       | |      |
| 1988     | «Судоремонтник» Ильичёвск         | «Дунаец» Измаил              | «Динамо» Одесса                       | Валентин Талан («Судоремонтник»)                                                                     | 16   |
| 1989     | «Судоремонтник» Ильичёвск         | «Портовик» Ильичёвск         | «Днестр» Овидиополь                   | |      |
| 1990     | «Торпедо» Одесса                  | «Украина» Шевченково         | «Днестровец» Б-Днестровский           | |      |
| 1991     | «Днестр» Овидиополь               | «Локомотив» Александровка    | «Украина» Шевченково                  | Александр Шевченко («Днестр»)                                                                        | 22   |
| 1992     | «Благо» Благоево                  | «Торпедо» Одесса             | «Днестровец» Б-Днестровский           | Виталий Тищенко («Благо»), Вячеслав Левандовский («Днестровец»)                                      | 10   |
| 1992/93  | «Благо» Благоево                  | «Первомаец» Первомайское     | «Днестровец» Б-Днестровский           | Александр Погорелов («Первомаец»)                                                                    | 19   |
| 1993/94  | «Рень» Рени                       | «Первомаец» Первомайское     | «Благо» Благоево                      | Александр Погорелов («Первомаец»)                                                                    | 20   |
| 1994/95  | «Первомаец» Первомайское          | «Днестр» Овидиополь          | «Рыбак» Одесса                        | Александр Ярцун («Первомаец»)                                                                        | 17   |
| 1995/96  | «Благо» Благоево                  | «Первомаец» Первомайское     | «Монолит» Ильичёвск                   | Александр Щербаков («Днестр»)                                                                        | 26   |
| 1996/97  | «Лотто-GCM» Одесса                | «Днестр» Овидиополь          | «Рыбак» Одесса                        | Александр Щербаков («Днестр»)                                                                        | 24   |
| 1997/98  | «Днестр» Овидиополь               | «Рыбак-Дорожник» Одесса      | «Атлетик» Великая Михайловка          | Александр Погорелов («Рыбак-Дорожник»)                                                               | 23   |
| 1998/99  | «Днестр» Овидиополь               | «Рыбак-Дорожник» Одесса      | «Дорожник» Измаил                     | Александр Погорелов («Рыбак-Дорожник»)                                                               | 27   |
| 1999/00  | «Днестр» Овидиополь               | «Сигнал» Одесса              | «Атлетик» Великая Михайловка          | Владимир Кресс («Днестр»)                                                                            | 27   |
| 2000 (о) | «Днестр» Овидиополь               | «Сигнал» Одесса              | «Дружба» Заря                         | Александр Пинчук («Днестр»)                                                                          | 23   |
| 2001     | «Тирас-2500» Б-Днестровский       | «Сигнал» Одесса              | «Атлетик» Великая Михайловка          | Владимир Чубко («Атлетик»)                                                                           | 23   |
| 2002     | «Тирас-2500» Б-Днестровский       | «Сигнал» Одесса              | ФК «Беляевка»                         | Константин Шкорупеев (ФК «Беляевка»)                                                                 | 22   |
| 2003     | ФК «Беляевка»                     | «Сигнал» Одесса              | «Ильичёвец» Ильичёвск                 | Сергей Тищенко («Ильичёвец»)                                                                         | 15   |
| 2004     | «Тирас-2500» Б-Днестровский       | ФК «Беляевка»                | «Олимп» Ширяево                       | Александр Лужанский («Нептун-Портовик»)                                                              | 15   |
| 2005     | «Тирас-2500» Б-Днестровский       | ФК «Беляевка»                | «Олимп» Ширяево                       | Владимир Данько («КАПО»)                                                                             | 14   |
| 2006     | «Тирас-2500» Б-Днестровский       | «Бриз» Измаил                | «Спартак» Раздельная                  | Константин Шкорупеев («Авангард» Полянецкое), Георгий Панченко («Спартак»), Владимир Данько («КАПО») | 14   |
| 2007     | «Бриз» Измаил                     | ФК «Беляевка»                | «Таврия В» Еремеевка                  | Олег Пидлетийчук (ФК «Беляевка»)                                                                     | 18   |
| 2008     | ФК «Беляевка»                     | «Таврия В» Еремеевка         | ФК «Тарутино»                         | Юрий Сивобородько («Спартак»)                                                                        | 15   |
| 2009     | ФК «Тарутино»                     | «Тирас-2500» Б-Днестровский  | «Таврия В-Заря» Еремеевка             | Сергей Столетний («Таврия В-Заря»)                                                                   | 7    |
| 2010     | ФК «Тарутино»                     | «Еремеевский» Еремеевка      | «Нива» Таирово                        | Александр Грозов (ФК «Тарутино»)                                                                     | 9    |
| 2011     | «Совиньон» Таирово                | «Еремеевский» Еремеевка      | ФК «Тарутино»                         | Виталий Бачур (ФК «Тарутино»)                                                                        | 11   |
| 2012     | «Бессарабия» Одесса               | «Атлетик» Великая Михайловка | ФК «Заря»                             | Николай Жиленко («Денис-Фарм»)                                                                       | 21   |
| 2013     | «Балканы» Заря                    | ФК «Таирово»                 | «Хаджибей» Усатово                    | Вадим Кирилов («Балканы»)                                                                            | 28   |
| 2014     | ФК «Еремеевка»                    | «Хаджибей» Усатово           | «Спартак» Раздельная                  | Владимир Доагэ («Олимп»)                                                                             | 22   |
| 2015     | ФК «Еремеевка»                    | «Хаджибей» Усатово           | ФК «Ильичёвск»                        | Руслан Майдан («Хаджибей»), Олег Пидлейтичук (ФК «Еремеевка»)                                        | 11   |
| 2016     | «Хаджибей» Усатово                | ФК «Черноморск»              | ФК «Еремеевка», «Олимп» Кирнички      | Руслан Майдан («Хаджибей»), Олег Пидлейтичук (ФК «Еремеевка»)                                        | 11   |
| 2017     | «Олимп-Люксеон» Кирнички / Одесса | ФК «Черноморск»              | ФК «Еремеевка», СК «Измаил»           | Александр Якименко («Олимп-Люксеон»)                                                                 | 24   |

### Одесская областная футбольная ассоциация
| Сезон   | Чемпион                      | 2 место                            | 3 место                                              | Лучший бомбардир                     | Голы |
| ------- | ---------------------------- | ---------------------------------- | ---------------------------------------------------- | ------------------------------------ | ---- |
| 2018    | «ФК им. В.З. Тура» Дмитровка | «Хаджибей» Усатово                 | «Днестровец» Белгород-Днестровский, «Олимп» Кирнички | Александр Якименко («Олимп»)         | 14   |
| 2019    | «ФК им. В.З. Тура» Дмитровка | «Хаджибей» Усатово                 | «Олимп» Кирнички                                     | Сергей Барсуков («ФК им. В.З. Тура») | 15   |
| 2020    | «Хаджибей» Усатово           | «ФК им. В.З. Тура» Дмитровка       | ФК «Кулевча»                                         | Евгений Осипенко («Хаджибей»)        | 11   |
| 2021    | «ФК им. В.З. Тура» Дмитровка | «Хаджибей» Усатово                 | ФК «Затока»                                          | Сергей Барсуков («ФК им. В.З. Тура») | 14   |
| 2022    | «Титан» Одесса               | «То4ка» Одесса                     | «Малиновск» Одесса                                   | Сергей Фёдоров («Титан»)             | 14   |
| 2023    | «Титан» Одесса               | «Южная Пальмира НГУ» Одесса        | «Империя Холода» Подольск                            | Александр Мишуренко («Титан»)        | 15   |
| 2024    | «Южная Пальмира» Одесса      | «Хаджибей» Усатово                 | «Империя Холода» Подольск                            | Николай Ляшенко («Южная Пальмира»)   | 8    |
| 2024/25 | «Заря» Камчик                | «Тирас-2500» Белгород-Днестровский | «Чемпион» Измаил                                     | Сергей Райлян (ДЮСШ Измаил)          | 16   |

## Медальная таблица
| Клуб                                | Золото | Серебро | Бронза |
| ----------------------------------- | ------ | ------- | ------ |
| «Днестр» Овидиополь                 | 7      | 3       | 2      |
| «Портовик» Ильичёвск                | 6      | 3       | 3      |
| «Восстание» Татарбунары             | 5      | 4       |        |
| «Тирас-2500» Белгород-Днестровский  | 5      | 2       |        |
| «Торпедо» Одесса                    | 4      | 7       | 2      |
| «Судоремонтник» Ильичёвск           | 3      | 1       | 3      |
| «Такси» Одесса                      | 3      | 1       | 2      |
| «ФК им. В.З. Тура» Дмитровка        | 3      | 1       |        |
| «Благо» Благоево                    | 3      |         | 1      |
| ЗОР Одесса                          | 3      |         |        |
| «Хаджибей» Усатово                  | 2      | 6       | 1      |
| ФК «Еремеевка»                      | 2      | 3       | 4      |
| ФК «Беляевка»                       | 2      | 3       | 1      |
| СКА Одесса                          | 2      | 2       |        |
| «Динамо» Одесса                     | 2      |         | 2      |
| ФК «Тарутино»                       | 2      |         | 2      |
| «Шахтёр» Одесса                     | 2      |         |        |
| «Металлург» Одесса                  | 2      |         |        |
| «Водник» Килия                      | 2      |         |        |
| «Титан» Одесса                      | 2      |         |        |
| «Локомотив» Котовск                 | 1      | 6       | 1      |
| «Первомаец» Первомайское            | 1      | 3       |        |
| «Дунаец» Измаил                     | 1      | 2       | 2      |
| Команда Первомайска                 | 1      | 1       | 1      |
| ФК «Таирово»                        | 1      | 1       | 1      |
| «Бриз» Измаил                       | 1      | 1       |        |
| «Южная Пальмира» Одесса             | 1      | 1       |        |
| «Олимп» Кирнички                    | 1      |         | 3      |
| «Заря» Камчик                       | 1      |         | 2      |
| «Рень» Рени                         | 1      |         | 1      |
| Сборная Николаева                   | 1      |         |        |
| Сборная Одессы                      | 1      |         |        |
| Сборная Жовтневого района           | 1      |         |        |
| «Красное знамя» Одесса              | 1      |         |        |
| «Лотто-GCM» Одесса                  | 1      |         |        |
| «Бессарабия» Одесса                 | 1      |         |        |
| «Балканы» Заря                      | 1      |         |        |
| «Сигнал» Одесса                     |        | 5       |        |
| «Днестровец» Белгород-Днестровский  |        | 3       | 8      |
| «Украина» Шевченково                |        | 2       | 4      |
| «Рыбак» Одесса                      |        | 2       | 2      |
| ФК «Черноморск»                     |        | 2       | 1      |
| «Звезда» Болград                    |        | 1       | 2      |
| Сборная Зиновьевска                 |        | 1       |        |
| «Звезда» Котовск                    |        | 1       |        |
| «Родина» Ивановка                   |        | 1       |        |
| «Локомотив» Александровка           |        | 1       |        |
| «То4ка» Одесса                      |        | 1       |        |
| «Локомотив» Одесса                  |        |         | 2      |
| «Империя Холода» Подольск           |        |         | 2      |
| «Атлетик» Великая Михайловка        |        |         | 2      |
| «Олимп» Ширяево                     |        |         | 2      |
| «Спартак» Раздельная                |        |         | 2      |
| Сборная Андреево-Ивановского района |        |         | 1      |
| Команда Саврани                     |        |         | 1      |
| Сборная Балты                       |        |         | 1      |
| Команда г. Ананьева                 |        |         | 1      |
| «Автобаза №8» Измаил                |        |         | 1      |
| «Авангард» Котовск                  |        |         | 1      |
| «Правда» Николаевка                 |        |         | 1      |
| «Строитель» Ильичёвск               |        |         | 1      |
| «Торпедо» Котовск                   |        |         | 1      |
| «Монолит» Ильичёвск                 |        |         | 1      |
| «Ильичёвец» Ильичёвск               |        |         | 1      |
| СК «Измаил»                         |        |         | 1      |
| ФК «Кулевча»                        |        |         | 1      |
| ФК «Затока»                         |        |         | 1      |
| «Малиновск» Одесса                  |        |         | 1      |
| «Чемпион» Измаил                    |        |         | 1      |

## Зимнее первенство Одесской области
Первый розыгрыш был проведен зимой 1997 года. Впоследствии проводился с перерывами ввиду малого к нему интереса со стороны команд и болельщиков. Возродили турнир по инициативе президента федерации футбола Одесской области Петра Чилиби в декабре 2015 года. С сезона-2018/19 проводится Одесской областной футбольной ассоциацией.
| Сезон   | Чемпион                      | 2 место                            | 3 место                      | Лучший бомбардир                                                                       | Голы |
| ------- | ---------------------------- | ---------------------------------- | ---------------------------- | -------------------------------------------------------------------------------------- | ---- |
| 1996/97 | «Днестр» Овидиополь          | «Лотто-GCM» Одесса                 | СК «Одесса» Одесса           | Валентин Стрижаков («Днестр»)                                                          |      |
| 1999/00 | «Днестр» Овидиополь          | «Первомаец» Первомайское           | «Квинта-Юг» Одесса           | Иван Акимов («Тирас-2500»)                                                             | 6    |
| 2000/01 | «Днестр» Овидиополь          | «Сигнал» Одесса                    | «КАПО» Первомайское          | Александр Ярцун («КАПО»), Иван Акимов («Тирас-Портовик»), Тимерлан Гусейнов («Сигнал») | 7    |
| 2015/16 | «Ришелье» Одесса             | ФК «Заря» Заря                     | «Наш Город» Теплодар         | Александр Михайлов («Наш Город»), Олег Пидлетийчук («Ришелье»)                         | 9    |
| 2017/18 | «Алкалия» Карналиевка        | «Тирас-2500» Белгород-Днестровский | «Старт» Опытное              | Александр Згура («Алкалия»)                                                            | 12   |
| 2018/19 | «SGDK» Одесса                | «Интер» Одесса                     | «Реал Фарма-2» Одесса        | Сергей Барсуков («Славия-Babyplus»)                                                    | 11   |
| 2019/20 | «Люксеон» Одесса             | «Сегедка» Одесса                   | «ФК им. В.З. Тура» Дмитровка | Владимир Приёмов («Люксеон»)                                                           | 15   |
| 2020/21 | «ФК им. В.З. Тура» Дмитровка | «Люксеон» Одесса                   | «Реал Фарма» Одесса          | Евгений Осипенко («Хаджибей»)                                                          | 13   |
| 2021/22 | «Люксеон» Одесса             | «Малиновск» Одесса                 | «Реал Фарма» Одесса          | Сергей Барсуков («ФК им. В.З. Тура»)                                                   | 9    |
| 2022/23 | «Титан» Одесса               | «Реал Фарма» Одесса                | «Атлетик» Одесса             | Богдан Приблуда («Атлетик»), Валерий Сторублёвцев («Малиновск»)                        | 10   |